# Сан-Грегорио-д’Иппона
Сан-Грегорио-д’Иппона (итал. San Gregorio d’Ippona) — коммуна в Италии, располагается в регионе Калабрия, подчиняется административному центру Вибо-Валентия.
Население составляет 2338 человек, плотность населения составляет 195 чел./км². Занимает площадь 12 км². Почтовый индекс — 88010. Телефонный код — 0963.
Покровителем коммуны почитается святитель Григорий Великий, празднование 12 марта.